# Союз ТМА
Союз-TMА (T – транспортен, M – модернизиран, А – антропометричен) е руски е модификация на пето поколение (2003-2010) на серията космически кораби Союз използвани за превоз на хора до МКС, както и за спасителен кораб на същата.

## Промени
Корабът е предназначен за превоз на екипажи до МКС, но и да служи за „спасителна лодка“ на намиращите се на нея екипаж (особено на тези, които не отговарят за изискванията за ръст за кораба „Союз ТМ“). На него има подобрения, направени в съответствие с изискванията на НАСА, включително и ръста и теглото на астронавтите. Освен тримата членове на екипажа в орбита могат да се доставят допълнително до 100 кг, а от орбита на Земята - до 50 кг. Корабът е снабден с нови панели, подобрена парашутна система и намалено маса на топлозащитата. Последния полет на тази модификация е предвиден за 30 септември 2011 г. От 2009 г. са заменени старите (въведени през 1970 г.) компютри. Новите са много по-производителни и по-леки (от 70 на 8,3 кг). Аналоговата телеметрия е заменена с цифрова, също по-малка и на тегло и размер.

## Части на Союз TMА

### Орбитален модул (битов отсек) (БO)
Състои се от две полусфери, съединени с цилиндрична част. Има два люка: единия е свързва отсека със спускаемия апарат, а другия – с тунел, който се образува при скачването на кораба с друг космически кораб или космическа станция.

#### Особености
- Дължина: 2,98 m
- Mаксимален диаметър: 2,26 m
- Обитаем обем: 5 m³
- Maса: 1370 kg

На него, в сравнение със Союз ТМ, е добавен малък прозорец, осигуряващ изглед на екипажа напред, нова система за скачване „Курс“ (вместо „Игла“), по-надеждна двигателна система, нови резервоари, по-лека парашутна система (с 40 %), нови двигатели за меко кацане и нова система за аварийно спасяване. Фабричната им номерация започва с номер 51. Годишно са произвeждани около 2-3 кораба.

### Спускаем апарат (СA)
С този модул става завръщането на екипажа на Земята. Капацитетът е до трима члена, облечени в скафандри и има перископ, чрез който може да се насочи корабът ръчно. Парашутите са от външната страна на капсулата. Тя има и малки ракети, работещи с водороден пероксид, за насочване на модула по време на навлизането му в атмосферата. Спускаемия апарат ограничава космонавтите да са с височина между 1,64 и 1,85 височина и 94 см в седнало положение, с тегло между 56 и 85 кг.

#### Особености
- Дължина: 2,24 m
- Максимален диаметър: 2,17 m
- Обитаем обем: 3,5 m³
- Maсa: 2950 kg

### Приборно-агрегатен отсек (ПAO)
В този модул са разположени основните дюзи на двигателя за контрол на положението на космическия кораб, както и захранващите го резервоари. Тук са разположени и слънчевите панели, които осигуряват електрическото захранване на кораба. Този модул се отделя от спускаемия апарат точно преди навлизането в атмосферата.

#### Особености
- Дължина: 2,26 m
- Диаметър на основатаː 2,15 m
- Максимален диаметър: 2,72 m
- Maсa: 2900 kg
- Маса на горивотоː 880 kg

## Спецификация
- Екипаж: до 3
- Автономен полет: до 30 дни
- В състава на орбитална станция: до 200 дни
- Дължина: 7,48 m
- Максимален диаметър: 2,72 m
- Разпереност (cъс слънчевите панели): 10,7 m
- Жилищен обем: 8,50 m³
- Maсa: 7220 kg
  - незареден – 6320 kg
- Основен двигател: KTDU-80
- Тяга на основния двигател: 3,92 kN
- Гориво: двуазотен четириокис и асиметричен диметилхидразин
- Импулс на основния двигател: 305 s
- Мощност на панелите: 0,6 кВт

## Mисии
| - Союз ТМА-1 - Союз ТМА-2 - Союз ТМА-3 - Союз ТМА-4 - Союз ТМА-5 - Союз ТМА-6 - Союз ТМА-7 - Союз ТМА-8 - Союз ТМА-9 - Союз ТМА-10 - Союз ТМА-11 | - Союз ТМА-12 - Союз ТМА-13 - Союз ТМА-14 - Союз ТМА-15 - Союз ТМА-16 - Союз ТМА-17 - Союз ТМА-18 - Союз ТМА-19 - Союз ТМА-20 - Союз ТМА-21 - Союз ТМА-22 |